# Daniel Evans (rugby à XV)
Pour les articles homonymes, voir Daniel Evans et Evans.

a Compétitions nationales et continentales officielles uniquement.

b Matchs officiels uniquement.
Dernière mise à jour le 3 juin 2023.
Daniel James Evans dit Dan Evans, né le 15 novembre 1988 à Swansea, est un joueur international gallois de rugby à XV qui joue principalement au poste d'arrière.

## Biographie
Daniel Evans commence le rugby avec Llanelli. Il fait ses débuts professionnels avec Llanelli RFC avant d'intégrer la franchise des Llanelli Scarlets en 2007. Il connaît des sélections en équipe des moins de 18, 19 et 20 ans de l'équipe du pays de Galles en 2005-2006, 2006-2007 et 2008 respectivement avant de franchir le pas et d'être retenu pour une première cape avec l'équipe senior du pays de Galles le 30 mai 2009 contre le Canada, puis le 6 juin contre les États-Unis. 
En juin 2023, il annonce prendre sa retraite du rugby après plus de 170 rencontres avec les Ospreys. 

## Statistiques en équipe nationale
- 2 sélections avec le pays de Galles en 2009
- Sélections par année : 2 en 2009

## Palmarès

### En club
Néant

### Distinctions personnelles
- Meilleur marqueur d'essais de la Coupe d'Europe en 2018